# ICC U19-Cricket-Weltmeisterschaft 1988
Die ICC U19-Cricket-Weltmeisterschaft 1988 (offiziell: McDonald’s Bicentennial Youth World Cup 1988) war die erste Austragung der vom International Cricket Council organisierten Junioren Cricket-Weltmeisterschaft und wurde vom 28. Februar bis 13. März in Australien ausgetragen. Die Weltmeisterschaft wurde im One-Day International-Format ausgetragen, bei dem jedes Team jeweils ein Innings über maximal 50 Over bestritt. Im Finale konnte sich Australien mit einem 5-Wickets Sieg gegen Pakistan durchsetzen.

## Teilnehmer
Neben den Juniorenmannschaften der sieben Testnationen spielte eine Vertretung der ICC Associate Member.
| - Australien - England - ICC Associates - Indien | - Neuseeland - Pakistan - Sri Lanka - West Indies |

## Format
In einer Vorrundengruppe spielte jeder gegen jeden, wobei ein Sieg zwei Punkte, ein Unentschieden oder ein No Result einen Punkt einbrachte. Es qualifizierten sich die vier besten Mannschaften für das Halbfinale, die dann die Finalteilnehmer ermittelten.

## Kaderlisten
Die folgenden Teams
| ODI | ODI | ODI | ODI |
| Australien | England | ICC Associates | Indien |
| --- | --- | --- | --- |
| - Geoff Parker (K) - Huntley Armstrong - Darren Berry - Tim Bower - Michael Collins - Lachlan Ferguson - Wayne Holdsworth - Stuart Law - Brian McFadyen - Alan Mullally - Darren Playle - Joe Scuderi - Adrian Tucker - Brett Williams | - Mike Atherton (K) - Mark Alleyne - Martin Bicknell - James Boiling - Simon Brown - Warren Hegg - Nasser Hussain - Chris Lewis - Peter Martin - Mark Ramprakash - Neil Stanley - Harvey Trump - Trevor Ward | - Trevor Penney (K) - Glen Bruk-Jackson - Jesper Christiansen - Tim de Leede - Ethan Dube - Eboo Essop-Adam - Maurits Houben - Nicholas Ifill - Aminul Islam - Niaz Kirmani - Kyle Lightbourne - Dean Minors - Harunur Rashid - Soren Sorensen                                                                       | - Myluahanan Senthilnathan (K) - Pravin Amre - Subroto Banerjee - Ranjib Biswal - Mohan Chaturvedi - Anand Deshpande - Narendra Hirwani - Arjan Kripal Singh - Nayan Mongia - Venkatapathy Raju - Janardhanan Ramdas - Rajagopalan Shyamsunder - Sukhvinder Tinku - Kanwar Virdi |
| Neuseeland | Pakistan | Sri Lanka | West Indies |
| - Lee Germon (K) - Andy Caddick - Chris Cairns - Greg de Joux - Peter Dobbs - Mark Douglas - Aaron Gale - Mark Hastings - Hamish Kember - Martin Kimber - Simon Peterson - Chris Pringle - Sean Roberts - Shane Thomson                | - Zahoor Elahi (K) - Aaqib Javed - Basit Ali - Inzamam-ul-Haq - Mohammad Nawaz - Mushtaq Ahmed - Rehan Kahloon - Shahid Anwar - Shahid Nawaz - Shakeel Khan - Wasim Ali - Zulfiqar Ali - Zulfiqar Butt       | - Rohan Weerakkody (K) - Ajith Alirajah - Rajitha Amunugama - Chaminda Fernando - Sanath Fernando - Sanath Jayasuriya - Chandika Hathurusingha - Romesh Kaluwitharana - Chaminda Mendis - Dilhan Perera - Kapugama Priyantha - Sanjeeva Ranatunga - Johanne Samarasekera - Chaminda Unantenne - Sanjeewa Weerasinghe | - Brian Lara (K) - Jimmy Adams - Kenneth Browne - Rajindra Dhanraj - Hermat Gangapersad - Roland Holder - Ridley Jacobs - Nehemiah Perry - Robert Samuels - Trevor Samuels - Sam Skeete - Darwin Telemaque - Dennison Thomas                                                     |

## Vorrunde

### Gruppe A
Tabelle
| Gruppe A       | Sp. | S | N | NR | P  | RR    |
| -------------- | --- | - | - | -- | -- | ----- |
| Australien     | 7   | 6 | 1 | 0  | 12 | 4.577 |
| West Indies    | 7   | 5 | 2 | 0  | 10 | 3.711 |
| Pakistan       | 7   | 5 | 2 | 0  | 10 | 3.371 |
| England        | 7   | 4 | 3 | 0  | 8  | 3.194 |
| Sri Lanka      | 7   | 3 | 4 | 0  | 6  | 3.475 |
| Indien         | 7   | 3 | 4 | 0  | 6  | 2.951 |
| Neuseeland     | 7   | 2 | 5 | 0  | 4  | 3.526 |
| ICC Associates | 7   | 0 | 7 | 0  | 0  | 2.969 |

### Halbfinale
| 10. März Scorecard | Adelaide | West Indies 203-8 (50)         | – | Pakistan 204-8 (47.5) |
|                    |          | Pakistan gewinnt mit 2 Wickets |   |                       |

| 11. März Scorecard | Adelaide | England 194 (50)                 | – | Australien 196-3 (45.2) |
|                    |          | Australien gewinnt mit 7 Wickets |   |                         |

### Finale
| 13. März Scorecard | Adelaide | Pakistan 201 (49.3)              | – | Australien 202-5 (45.5) |
|                    |          | Australien gewinnt mit 5 Wickets |   |                         |

## Abschlussrangliste
| Pl. | Team           |
| --- | -------------- |
| 1   | Australien     |
| 2   | Pakistan       |
| 3   | West Indies    |
| 4   | England        |
| 5   | Sri Lanka      |
| 6   | Indien         |
| 7   | Neuseeland     |
| 8   | ICC Associates |